# セント・ピーター教区 (バルバドス)
セント・ピーター教区（セント・ピーターきょうく、英語: Parish of Saint Peter）はバルバドスの行政教区。島の北部に位置し、カリブ海と北大西洋に面している。島の北端にあるセント・ルーシー教区を除くと2つの海に面している唯一の教区である。最大都市はスパイツタウン。面積は34平方キロメートルで、セント・ジョン教区およびセント・トーマス教区と等しい。人口は11,300人（2010年国勢調査）。
1629年に設置された最初の6教区のひとつ。かつてはヴェストリー制により地方政府として機能していたが、1958年に新設された地区へ統合されて以降は行政機能を持っていない。2009年選挙区評議会法によると1つの選挙区評議会が設置されている。
内陸部には植民地時代から続くサトウキビ農園もあるが、きれいな砂浜となだらかな丘を活かした観光業がさかん。著名な観光地として、高級マリーナのポート・セント・チャールズ、国立公園にも指定されているジョージアン様式の建造物ファーリー・ヒル、バルバドス野生生物保護区が挙げられる。

## 主要都市
- ボスコベル（英語版）（Boscobelle）
- ダイアモンド・コーナー（英語版）（Diamond Corner）
- シックスメンズ・ベイ（英語版）（Six Men's Bay）
- スパイツタウン（Speightstown）
- サンベリー（英語版）（Sunbury）